# Георги Македонски
Георги Македонски (на сръбски: Георги Македонски) е балетист, хореограф и педагог.

## Биография
Роден е на 18 август 1919 година в Скопие, тогава в Кралството на сърби, хървати и словенци. Завършва средно балетно училище в Белград и в сезона 1952/1953 година учи в чужбина. От 1 септември 1936 до 31 август 1941 година играе в балетния ансамбъл на Народния театър в Белград. След това от 1 септември 1941 до 15 октомври 1942 и от 1 март 1943 до 31 август 1946 година играе като солист в балета в София. След това от 15 октомври 1946 до 31 януари 1947 година играе в Хърватския народен театър в Загреб, а от 1 февруари 1947 до 31 юли 1947 година в Хърватския театър в Сплит. Отново играе в Народния театър в Белград от 1 март 1948 до 31 юни 1948 година.
От 1 юли 1948 до 1 август 1952 година е в Скопие, където основава балетния ансамбъл на Македонския народен театър, като е негов пръв шеф и пръв директор на Балетното училище. На 1 август 1952 година постъпва на работа в Сръбския народен театър в Нови Сад, като пръв балетист, шеф на Балета, педагог и хореограф.
След това работи в Гърция и по-късно на 15 август 1956 година се връща в Македонския народен театър, където отново е солист, хореограф и шеф на балета до 30 септември 1957 година. На 1 септември 1958 година до 15 август 1964 година отново работи в Сръбския народен театър в Нови Сад, а от 1965 година се връща в Скопие.
Умира в 1998 година в Скопие.
Сред по-важните му роли са: Кавалерът с розата в „Покана за танц“ от Карл Мария фон Вебер, Паоло във „Франческа да Римини“ на Пьотър Чайковски, Принц Зигфрид, Pas d’action в „Лебедово езеро“ на Пьотър Чайковски. Сред хореографиите му са „Балетни импресии“, „Покана за танц“, „Франческа да Римини“, „Лебедово езеро“, „Бахчисарайски фонтан“, „Шехерезада“, „Виртуозни балети“, „На хубавия син Дунав“, „Един американец в Париж“, „Жизела“, „Ромео и Жулиета“, „Три балета“ - „Симфония в До“, „Триптихон“ и „Човек в огледалото“.